# Charles Flahault
Charles Henri Marie Flahault (Bailleul, 3 ottobre 1852 – Montpellier, 3 febbraio 1935) è stato un botanico e biologo francese, tra i primi pionieri della fitogeografia, della fitosociologia e dell'ecologia forestale.

## Biografia
Flahault nacque a Bailleul, Nord, e ricevette il suo Baccalauréat de Lettres a Douai nel 1872, in seguito diventò giardiniere al Jardin des Plantes de Paris. Durante la sua permanenza conobbe Joseph Decaisne (1807-1882), che gli impartì lezioni private, dopo di che entrò nella Sorbona nel 1874 per studiare nel laboratorio di Philippe Van Tieghem (1839-1914), ottenendo il suo dottorato in biologia nel 1878. Continuò i suoi studi all'Università di Uppsala nel 1879 insieme a Gaston Bonnier, poi nel 1881 si unì all'Università di Montpellier dove nel 1883 divenne professore di botanica e nel 1890 fondò l'Institut de Botanique. Visse a Montpellier fino alla sua morte e fu sepolto nella Cimetière Saint Lazare di questa città.
Flahault fu eletto membro della Royal Physiographic Society di Lund (1888) e della Royal Society of Sciences di Uppsala (1905).

## Opere
- Recherches sur l’accroissement terminal de la racine chez les phanérogames (tesi di dottorato), G. Masson, Paris, 1878 (198 pp., 8 pl.)
- Observations sur les modifications des végétaux suivant les conditions physiques du milieu, An. Sc. Nat. Bot. 6, VII, p. 93-125, 1878 (con Gaston Bonnier).
- Nouvelles observations sur les modifications des végétaux suivant les conditions physiques du milieu, An. Sc. Nat. Bot. 6, IX, p. 159-207, (1878).
- Phénomènes périodiques de la végétation d’après les travaux météorologiques scandinaves, 1878
- Nouvelles observations sur les modifications des végétaux suivant les conditions physiques du milieu, B.S.B.F., XXXVI, p. 346-350, (1879).
- Distribution des végétaux dans les régions moyennesde la presqu’île scandinave, 1879 (con Gaston Bonnier)
- Révision des Nostocacées Hétérocystées contenues dans les principaux herbiers de France, 1886-1888 (con Bornet) (ristampato 1959)
- Sur quelques plantes vivant dans le test calcaire des Mollusques, B.S.B.F., 36, 1889.
- La répartition géographique des végétaux dans un coin du Languedoc (département de l’Hérault), Montpellier, 1893
- Projet de carte botanique, forestière et agricole de la France, 1894
- Sur la flore de la Camargue et des alluvions du Rhône, B.S.B.F., 41, 1894 (con P. Combres).
- Au sujet de la carte botanique, forestière et agricole de la France, et des moyens de l’exécuter, 1896
- La flore de la vallée de Barcelonnette, 1897
- La distribution géographique des végétaux dans la région méditerranéenne française, Paris, 1897 (publié par Gaussen en 1937)
- Essai d’une carte botanique et forestière de la France, 1897
- La flore et la végétation de la France, Klincksieck, 1901
- La flore et la végétation de la France, introduction à la Flore de France de H. Coste, Paris, 1901
- Les limites supérieures de la végétation forestière et les prairies pseudo-alpines en France, R.E.F., 1901
- Premier essai de nomenclature phytogéographique, Bulletin de la Société languedocienne de géographie, Montpellier, 1901
- La nomenclature en géographie botanique, Annales de Géographie, X, 1901
- La paléobotanique dans ses rapports avecla végétation actuelle, Klincksieck, Paris, 1903
- Les hauts sommets et la vie végétale, La Montagne, Club alpin français, 1904
- Rapport au sujet des jardins botaniques de l’Aigoual, Montpellier, 1904
- Nouvelle flore coloriée de poche des Alpes et des Pyrénées, Série 1, Librairie des Sciences naturelles Paul Klincksieck, 1906
- Les jardins alpins, A.G., 1906
- Préface de l'Hortus Vilmorianus, 1906
- Introduction au Catalogue des plantes vasculaires dans le département du Var par Albert et Jahandiez, 1908.
- Nouvelle flore coloriée de poche des Alpes et des Pyrénées, Série 2, Librairie des Sciences naturelles Paul Klincksieck, 1908.
- Rapport sur la nomenclature phytogéographique (avec Carl Joseph Schröter (1855–1939)), Actes du IIe Congrès international de botanique, Wildemann, Bruxelles, 1910
- Nouvelle flore coloriée de poche des Alpes et des Pyrénées, Série 3, Librairie des Sciences naturelles Paul Klincksieck, 1912.
- Notice sur les travaux scientifiques, Firmin et Montane, Montpellier, 1917
- Les Causses du Midi de la France, Bulletin de la Société languedocienne de Géographie, III-3, IV, V-1, 1932-1934.
- La distribution géographique des végétaux dans la région méditerranéenne française, Encyclopédie biologique Lechevalier, 1937.